# 須川邦彦
須川 邦彦（すがわ くにひこ、1880年（明治13年）4月18日 - 1949年（昭和24年）6月2日）は、日本の船舶関係者、著作家。

## 経歴
東京に生まれる。1905年（明治38年）、東京商船学校航海科を卒業後、大阪商船に入社する。
日露戦争では水雷敷設隊として、第一次世界大戦では船長として参戦した。
1918年（大正7年）、商船学校教授を拝命、翌年からは東京帝国大学講師を兼任、1921年（大正10年）には欧米に留学した。
1936年（昭和11年）、東京高等商船学校校長となり、翌年退職、他に海洋文化協会常務理事、高等海員審判所審判官なども務めた。趣味は象の研究。1949年（昭和24年）死去。

## 無人島に生きる十六人
『無人島に生きる十六人』は、月刊少年雑誌「少年倶楽部」に1941年（昭和16年）10月から翌年10月まで海洋事実物語として連載された作品で、最初の単行本は1943年（昭和18年）に「少国民の日本文庫」の一冊として発行され、その年の野間文芸奨励賞を受賞した。

## 著書
- 『戦時に於ける商船の自衛』損害保険事業研究所〈特別講演速記録 20輯〉、1935年。 NCID BA34165978。
  - 『戦時に於ける商船の自衛』北日本汽船、1938年。全国書誌番号:46061508。
  - 『戦時に於ける商船の自衛』三井物産、1942年6月。全国書誌番号:46018483。
- 『船は生きてる』天然社、1941年5月。 NCID BN05642601。全国書誌番号:46042553。
  - 『船は生きてる』天然社、1947年9月。全国書誌番号:46000580。
  - 『船は生きてる』天然社、1948年11月。 NCID BA76759028。
- 『象の話』桑文社、1942年11月。 NCID BA30298936。
- 『海に生きるもの』天然社、1942年12月。 NCID BA62181043。全国書誌番号:46018484。
- 『海洋日本』童話春秋社〈少国民海洋文庫 1〉、1943年4月。 NCID BA69298300。全国書誌番号:45026077。
- 『無人島に生きる十六人』大日本雄弁会講談社〈少国民の日本文庫〉、1943年6月。 NCID BA42023811。全国書誌番号:20997829。
  - 『無人島に生きる十六人』講談社、1946年。全国書誌番号:45017459。
  - 『海洋冒険物語 無人島に生きる十六人』大日本雄弁会講談社、1948年10月。全国書誌番号:20535898。
  - 『海洋冒険物語 無人島に生きる十六人』松田穣絵、講談社北海道支社、1948年10月。全国書誌番号:45012641。
  - 『無人島に生きる十六人』村上松次郎絵、講談社〈少年少女評判読物選集 8〉、1952年2月。 NCID BN0953370X。全国書誌番号:45037883。
  - 『無人島に生きる十六人』中村英夫絵、講談社〈少年少女講談社文庫 C-2〉、1972年7月。全国書誌番号:45001338。
  - 『無人島に生きる十六人』新潮社〈新潮文庫〉、2003年7月。ISBN 9784101103211。 NCID BA62681013。全国書誌番号:20421926。
  - 『無人島に生きる十六人』フロンティアニセン〈フロンティア文庫 79〉、2005年4月。ISBN 9784861970788。全国書誌番号:20968235。
- 『闘ふ日本の船』大東亜社、1943年11月。 NCID BA57114728。
- 『戦力と船力』羽田書店〈青年海洋科学叢書〉、1944年2月。 NCID BN15383962。全国書誌番号:57013727。
- 『象をたずねて』大日本雄弁会講談社、1948年3月。 NCID BB04044042。全国書誌番号:20731939。
  - 『象をたずねて』清水崑絵、講談社、1949年7月。 NCID BB05963542。全国書誌番号:45013409。
- 『海の信仰』 上、海洋文化振興、1954年3月。 NCID BA4606863X。全国書誌番号:54009861。
- 『海の若人』海洋文化振興、1955年2月。 NCID BA3247649X。全国書誌番号:58011541。
- 『海の信仰』 下、海洋文化振興、1956年12月。 NCID BA4606863X。全国書誌番号:57003741。